# Attentat à la voiture piégée de Mostar en 1997
Le 18 septembre 1997, une voiture piégée a explosé à Mostar, en Bosnie-Herzégovine, blessant 29 personnes et détruisant ou endommageant 120 appartements, ainsi que 120 véhicules. L'attaque aurait visé des civils et des policiers croates en représailles contre le Conseil de défense croate (CDO), qui avait combattu les forces musulmanes de Bosnie pour le contrôle de la ville pendant la guerre croate-bosniaque. L'attaque a été menée par des islamistes radicaux.
L'attaque a été organisée par Ahmad Zuhair Handala, avec ses associés, Ali Ahmed Ali Hamad, originaire du Bahreïn, Nebil Ali Hil, surnommé Abu Yémen, Saleh Nedal et Vlado Popovski qui est originaire de Macédoine du Nord. Au moins deux des personnes arrêtées avaient des liens avec Al-Qaïda. Les assaillants n'ont pas précisé si l'attentat était motivé par des raisons religieuses ou s'il s'agissait d'une mesure de représailles contre le Conseil de défense croate.

## Faits
Le 18 septembre 1997, une voiture piégée a explosé dans la rue Splitska, devant un commissariat de police dans la partie occidentale de Mostar qui est à majorité croate. Pendant la guerre de Bosnie, le bâtiment abritait le ministère des Affaires intérieures de la République croate d'Herzégovine-Bosnie. Vingt-neuf personnes ont été grièvement ou légèrement blessées lors de l'attaque, dont trois policiers. L'explosion a créé un cratère de 240 cm de large et 85 centimètres de profondeur. Au total, 120 appartements ont subi des dommages plus ou moins importants, dont 56 ont été complètement détruits. Environ 120 véhicules ont également été touchés, dont 46 ont été complètement détruits.
Les soldats de la paix de la Force de stabilisation dirigée par l'OTAN ont été les premiers à arriver sur les lieux. Une enquête a été ouverte le lendemain et a été menée par la police criminelle du canton d'Herzégovine-Neretva avec l'aide d'experts de Zagreb et de Split. Immédiatement après l’attaque, les agences de sécurité nationales et étrangères ont commencé à rechercher les auteurs. Les hommes politiques bosniaques, dont le Premier ministre Haris Silajdžić et les médias, ont accusé les Croates d'avoir perpétré l'attaque. Comme cet incident s'est produit peu de temps après l'unification des forces de police urbaines croates et bosniaques, et après la victoire de l'Union démocratique croate de Bosnie-Herzégovine (HDZ BiH) aux élections générales, la SFOR a suspecté trois motifs possibles. Selon eux, il s'agissait soit d'une action motivée politiquement et destinée à saboter la réunification des forces de police de la ville, soit d'une action liée à la mafia, soit d'une action menée par des extrémistes islamiques dans le but de faire le plus de victimes et de causer le plus de dégâts possible. La Force de stabilisation a considéré que cette dernière hypothèse était la moins probable des trois, car elle s'attendait à ce qu'un groupe terroriste en assume la responsabilité tout de suite après une telle attaque.
Le nom de l'un des suspects, Handala, a été rendu public par le chef de la communauté wahhabite de la Bosnie-Herzégovine, Alu Husin Imad, connu sous le nom d'Abu Hamza. Abu Hamza a déclaré aux journalistes que « [la communauté wahhabite] ne justifie pas, mais comprend le crime ». Handala et ses associés ont apparemment mené cette attaque en représailles contre le Conseil de défense croate, qui avait combattu les Bosniaques à majorité musulmane pendant la guerre.

## Arrestations et procès
En septembre 1998, les procureurs italiens ont émis un mandat d'arrêt international contre un groupe de criminels soupçonnés de plusieurs crimes en Italie dont notamment d'actes terroristes. Parmi le groupe se trouvait Saleh Nedal. Il a été arrêté à Travnik en avril 1999. La juge d'instruction Mirjana Grubešić et le procureur Marinko Jurčević ont demandé au tribunal départemental de Travnik de se conformer à la demande italienne d'extradition de Saleh, mais le tribunal, présidé par Senad Begović, s'est prononcé contre l'extradition de Saleh en juillet 1999. Le même juge a ensuite signé un décret mettant fin à l'emprisonnement de Saleh. La Cour suprême de la Fédération de Bosnie-Herzégovine, présidée par le juge Nazif Sulman, a confirmé le décret en août 1999. Saleh a ensuite prévenu Zuhair, qui a fui la Bosnie avant le début de son procès, le 18 septembre 1998.
Au cours de l'enquête policière, Ali Ahmed Ali Hamad a admis avoir commis l'attentat et a fait le même aveu devant le juge d'instruction. Il a cependant nié toute implication dans le procès, affirmant que la police l'avait contraint en lui promettant un procès rapide suivi de sa libération. Il n'a pas été accusé de terrorisme, mais d'avoir construit une voiture piégée, un acte criminel qui a mis en danger la sécurité générale et, par conséquent, tous les accusés ont reçu des peines plus légères. Zuhair a été jugé par contumace et a été condamné à dix ans de prison, tandis qu'Ali Hamad a écopé de huit ans et Nebil Ali Hil de cinq ans de prison. Handala a finalement été arrêté après les attentats du 11 septembre après une longue traque et, en 2007, était détenu au camp de détention de Guantanamo Bay.